# 天紀五
武仙座61，又名BD+35 2911，HD 154356、SAO 65761、HR 6346，是武仙座的一颗恒星，视星等为6.69，位于銀經58.48，銀緯36.4，其B1900.0坐标为赤經16h 59m 54.7s，赤緯+35° 36.4′ 19″。